# Strongylus vulgaris

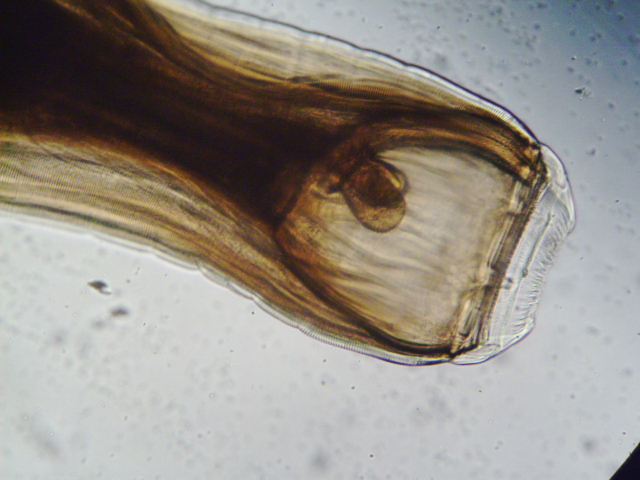
Fotografía microscópica de las partes bucales o "dientes" de strongylus vulgaris.

Strongylus vulgaris es un parásito nematodo de la familia strongylidae que afecta a los equinos, se localiza en el intestino grueso pero durante su ciclo biológico realiza migraciones por el organismo de su hospedador. La contaminación ocurre por vía oral por la ingestión de la larva III, inicialmente esta llega al intestino delgado, lo perforan y se dirigen a los vasos sanguíneos; para completar su ciclo biológico deben ingresar específicamente a las arterias, si llegan a las venas o a los vasos linfáticos no son viables. No tienen un tropismo específico por las arterias, por lo tanto los parásitos que logran llegar a ellas migran contra corriente y se van adhiriendo al endotelio vascular, alimentándose de este.
Las principales arterias en las que se localiza son las arterias mesentéricas, las ilíacas o ileocólicas. Los parásitos más agresivos migran hasta la arteria aorta y al corazón, pero es poco probable.
En las arterias mencionadas anteriormente el parásito se transforma en larva IV, posteriormente se suelta del endotelio y se dirige al intestino grueso por el flujo sanguíneo en donde se convierte en larva V. Luego el parásito adulto se reproduce y los huevos son eliminados por materia fecal; en el medio ambiente los huevos eclosionan y se desarrolla la larva I y la larva II, las cuales no producen infección en el animal en caso de ser ingeridas, al desarrollarse el parásito como larva III es cuando tiene facultad infectante.
El ciclo de vida del parásito dentro del equino tiene una duración de aproximadamente 6 meses.

## Patogenia
El curso de la enfermedad en el animal  se divide en dos etapas: las lesiones  que causa la larva y las que produce el parásito adulto. 
Lesiones que causa la larva, el endotelio vascular es lesionado cuando la larva se adhiere a éste y se alimenta, por lo tanto sobre la lesión se genera acumulación plaquetaria,  que se desprende y queda libre dentro del vaso sanguíneo formando un émbolo que generará isquemia por obstrucción de los vasos sanguíneos. Dependiendo en que arteria este localizado el parásito se producirán cólicos de tipo infartante, o claudicaciones en caliente si la larva se localiza en iliacas y compromete la circulación del tren posterior, la causa de la cojera es debido a la hipoxia que sufren los músculos y por lo tanto el metabolismo anaerobio produce ácido láctico que  estimula receptores  nociceptivos.
En algunos casos se puede producir aneurismas ya que al lesionar al endotelio éste se hace más delgado y los glóbulos rojos hacen presión sobre la pared.
Daños que causa el adulto,  se produce colitis, diarreas, hematoquesia, secreción mucosa, posible contaminación bacteriana secundaria.

## Tratamiento
- Pamoato de Pirantel
- Febantel
- Fembendazol
- Ivermectina (no menores de 1 año)